# Mazal tov

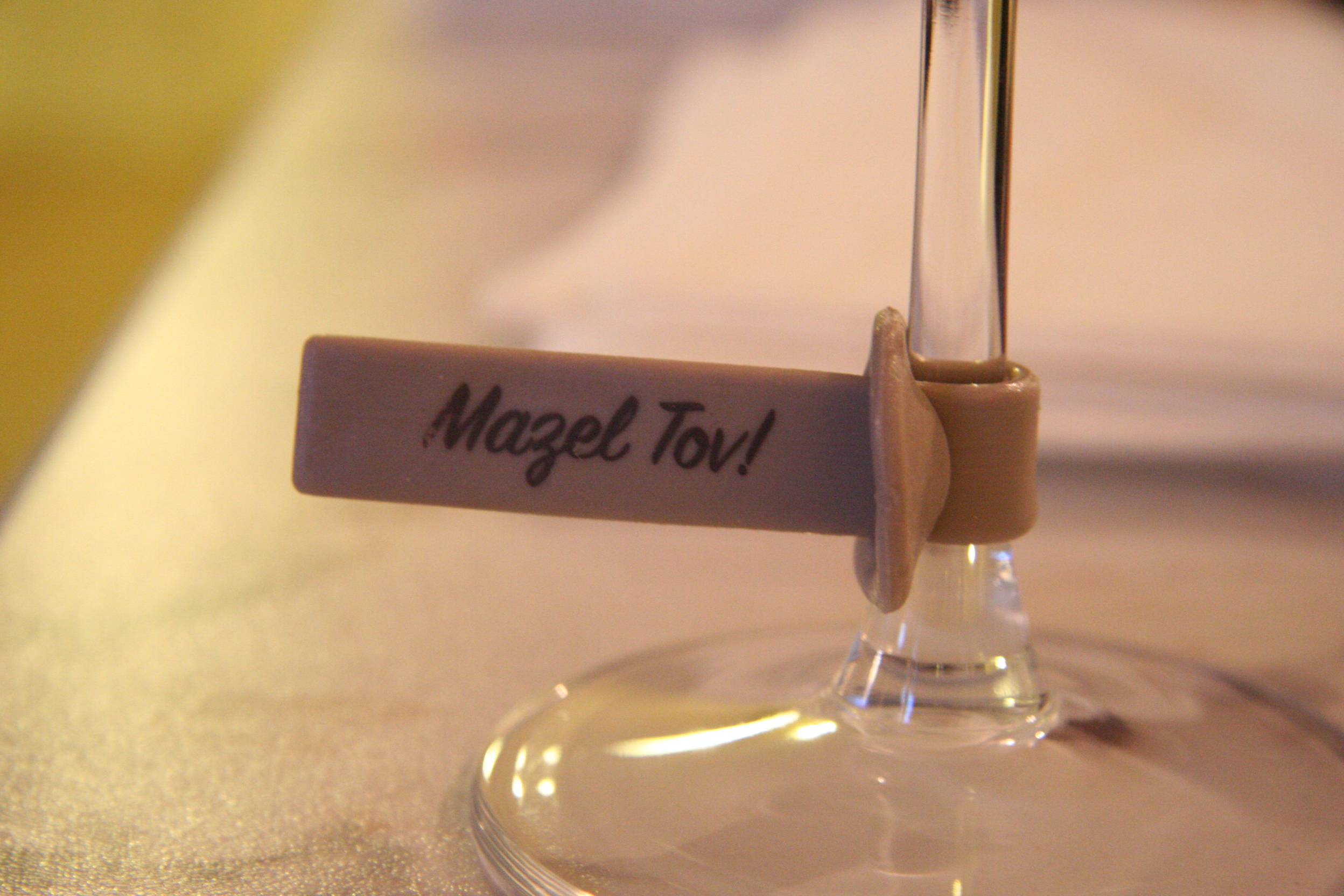
"Mazel tov" decorant una copa, a una celebració

Mazel tov (en hebreu: מזל טוב) (en ídix: מזל טוב) pronunciat mazal tov en hebreu i mazel tov en ídix, és una frase hebraica, incorporada de l'ídix, que significa "bona sort" o “felicitats”. De fet, literalment significa “bona constel·lació”, en el sentit de “nascut sota una bona estrella” o “el teu zodíac va ser bo”, però el sentit amb què es pronuncia seria “estic desitjós que et passin coses bones”. Mazal tov es fa servir sovint a les celebracions litúrgiques jueves, com el bar mitsvà, els casaments o els naixements. Moltes vegades es pronuncia aixecant la veu i els braços, i és habitual estrènyer la mà de la persona a qui es desitja sort.